# 陆文虎
陆文虎（1950年—），男，甘肃人，中国文学评论家，中国人民解放军少将，曾任中国人民解放军艺术学院院长，教授，中国作家协会全国委员会委员。